# بنسون ويتني
بنسون ويتني (بالإنجليزية: Benson Whitney)‏ هو دبلوماسي أمريكي، ولد في 17 أغسطس 1956 في سانت بول في الولايات المتحدة.

## وصلات خارجية
- بنسون ويتني على موقع إن إن دي بي (الإنجليزية)